# Condado de Digby
O Condado de Digby é um dos 18 condados da província canadense de Nova Escócia. A população é de 17,323 e a área é de 2.515,23 quilômetros quadrados.